# Walter Labs
Walter Julius Paul Labs (* 13. Juli 1910 in Gladbeck; † 7. Dezember 1988 in Heidelberg) war ein deutscher Jurist, Verwaltungsbeamter und Experte für den Öffentlichen Personennahverkehr. Als Vertreter des Reichsministeriums für die besetzten Ostgebiete war Labs am Holocaust in der vom Deutschen Reich im Zweiten Weltkrieg besetzten Sowjetunion beteiligt. 1976 erhielt er für seine Verdienste um den öffentlichen Personennahverkehr das Bundesverdienstkreuz.

## Karriere bis 1941
Walter Labs besuchte die Volksschule in Gladbeck und Bärwalde. Nach dem Abitur am Realgymnasium in Gladbeck studierte er Rechtswissenschaft in Göttingen, Münster und Erlangen. Er wurde Mitglied der Burschenschaft Brunsviga. Am 1. Februar 1931 wurde Labs Mitglied der NSDAP (Mitgliedsnummer 447.173). Nach dem Studium der Rechtswissenschaft trat er im August 1931 in seiner Geburtsstadt eine Stelle als Gerichtsreferendar an. An der juristischen Fakultät der Universität Erlangen, einer frühen Hochburg des Nationalsozialistischen Deutschen Studentenbundes, reichte er eine Dissertation ein mit dem Titel Zweck, Wesen und Wirkungen der Vormerkung des Bürgerlichen Gesetzbuches, die 1934 erschien. Seine Approbation zum Dr. jur. erfolgte am 2. November 1933, Referent war der deutschnationale Jurist und Altphilologe Bernhard Kübler. Im Februar 1935 wurde Labs Regierungsreferendar in Münster. Im Juni 1938 erfolgte seine Beförderung zum Regierungsassessor, im November 1939 die zum Regierungsrat in Hannover.
Von Juli 1940 bis Juni 1941 fungierte Labs als Kriegsverwaltungsrat im deutsch besetzten Paris. Nach seiner Beförderung zum Kriegsoberverwaltungsrat war er zuletzt persönlicher Referent des Chefs des Verwaltungsstabes Paris.

## Holocaust und Germanisierung des Ostens

### Oberregierungsrat im Reichsministerium für die besetzten Ostgebiete
Seit 1941 leitete er im Rang eines Oberregierungsrates die Abteilung II.1 Innere Verwaltung in Alfred Rosenbergs Reichsministerium für die besetzten Ostgebiete (RMfdbO). Labs gehörte dabei dem engsten Kreis um Rosenberg an, „in dem die politischen und strategischen Entscheidungen des Ministeriums getroffen wurden.“ Sein direkter Vorgesetzter war Ludwig Runte.
Labs verfasste mehrere Aufsätze zur Verwaltung der in der Sowjetunion eroberten Gebiete. Er wirkte ferner an der Erstellung einer umfassenden, von Alfred Meyer herausgegebenen Darstellung der Rechtssituation in diesen Territorien mit.

### Massaker von Kamenez-Podolsk
Als Vertreter des RMfdbO war Labs am Holocaust beteiligt. Er nahm am 25. August 1941 an einer Sitzung im Hauptquartier des Generalquartiermeisters Oberkommando des Heeres, Eduard Wagner teil, die den Vorbereitungen der für den 1. September 1941 geplanten Etablierung des Reichskommissariats Ukraine durch zivile, militärische und polizeiliche Stellen gewidmet war. Auf dieser Sitzung ließ der nicht anwesende Höhere SS- und Polizeiführer Russland-Süd Friedrich Jeckeln ausrichten, dass er einen Massenmord an Tausenden von Juden durchführen werde:
„Major Wagner erläuterte […]. Bei Kamenetz-Podolsk hätten die Ungarn etwa 11.000 Juden über die Grenze geschoben. In den bisherigen Verhandlungen sei es noch nicht gelungen, die Rücknahme dieser Juden zu erreichen. Der Höhere SS- und Polizeiführer (SS-Obergruppenführer Jeckeln) hoffe jedoch, die Liquidation dieser Juden bis zum 1.9.1941 durchgeführt zu haben. […]“
Die Teilnehmer der Besprechung – anwesend waren neben Wagner und Labs, der die Sitzung auch protokollierte, Hans Georg Schmidt von Altenstadt als Leiter der Abteilung Kriegsverwaltung beim Generalquartiermeister, Justus Danckwerts als Leiter der Abteilung V „Verwaltung“ der Abteilung Kriegsverwaltung beim Generalquartiermeister und politischer Berater von Hans Georg Schmidt von Altenstadt, Otto Bräutigam als weiterer RMfdbO-Vertreter, Paul Dargel als Vertreter von Erich Koch, dem designierten Reichskommissar im Reichskommissariat Ukraine, Ernst-Anton von Krosigk als Chef des Stabes von Karl von Roques, dem Befehlshaber des Rückwärtigen Heeresgebietes Süd sowie möglicherweise Ernst von Krause als Chef des Stabes des Wehrmachtbefehlshabers Ukraine und weitere, namentlich nicht genannte Mitarbeiter des Generalquartiermeisters – blieben trotz der Deutlichkeit dieser Ankündigung ungerührt, das Vorhaben wurde nicht weiter erörtert.
Der Historiker Dieter Pohl bezeichnete die Zusammenkunft als Verabredung zum Völkermord, denn kurz nach der Sitzung begann das Massaker von Kamenez-Podolsk mit 23.600 erschossenen Juden.

### Wannseekonferenz
Mitte Dezember 1941 erfuhr „der für gewöhnlich gut informierte Labs“ durch ein Gespräch mit Werner Feldscher, Judenreferent im Reichsinnenministerium, dass eine Konferenz zur „endgültigen Lösung der Judenfrage“ unmittelbar bevorstehe. In seiner Niederschrift vom 16. Januar 1942 notierte Walter Labs dazu:
„SS-Obergruppenführer Heyderich [sic!] habe mit Genehmigung des Führers vom Reichsmarschall den Auftrag erhalten, Vorbereitungen zu treffen, um nach Abschluß des Krieges eine sofortige und einheitliche Lösung der Judenfrage in Europa durchzuführen […] In dieser Sitzung hätte Heyderich die Ansicht des Reichssicherheitshauptamtes über die Ausdehnung des Judenbegriffs auf Mischlinge ersten Grades und die Schlechterstellung der bisherigen Mischlinge 2. Grades besprechen wollen. Das Ergebnis dieser Besprechung wollte Heyderich zur Grundlage seines Vortrages beim Reichsmarschall bezw. [sic] Führer und seines Vorschlages auf Abänderung der Nürnberger Gesetze verwenden.“
Diese Konferenz wurde kurzfristig verschoben, fand aber am 20. Januar 1942 in Berlin statt und ist als Wannseekonferenz bekannt.

### Eindeutschung
Am 4. Februar 1942, zwei Wochen nach der Wannseekonferenz, nahm Labs an einer behördenübergreifenden Besprechung im RMfdbO teil, die sich mit der Frage der Eindeutschung – insbesondere in den Ländern des Baltikums aber auch in der Tschechoslowakei und Polen – befasste. Labs wohnte diesem Treffen als Vertreter des RMfdbO bei, ebenso Wilhelm Kinkelin, Gerhard von Mende, Hermann Weitnauer sowie Ehrenfried Schütte. Das Reichssicherheitshauptamt war mit Heinz Hummitzsch und Theodor Girgensohn vertreten, das Rasse- und Siedlungshauptamt mit Bruno Kurt Schultz, das Reichskommissariat für die Festigung deutschen Volkstums mit SS-Hauptsturmführer Helmut Schubert, das Institut für Grenz- und Auslandsstudien mit Gerhard Teich sowie das Kaiser-Wilhelm-Institut für Anthropologie, menschliche Erblehre und Eugenik mit Eugen Fischer.
Diskutiert wurde unter anderen darüber, inwieweit die „rassisch Unerwünschten nach dem Osten evakuiert werden müssten“ beziehungsweise „ob nicht durch die Industrialisierung des baltischen Raumes zweckmäßigerweise die rassisch unerwünschten Teile der Bevölkerung verschrottet werden könnten.“ Die Teilnehmer dieser Sitzung kamen zu dem Schluss, „daß bezüglich der Frage des Ostlandes vorher eine genaue Überprüfung der Bevölkerung zu erfolgen habe, die nicht als rassische Bestandsaufnahme firmiert werden dürfte, vielmehr als hygienische Untersuchung u. dgl. getarnt werden müsse, damit keine Unruhe in der Bevölkerung entstehe.“

## Karriere in der Bundesrepublik Deutschland
Labs war bei Kriegsende für ca. drei Monate in Kriegsgefangenschaft oder Internierungshaft geraten. Von Dezember 1945 bis April 1946 arbeitete er als Hilfsarbeiter. Eine im Mai 1946 begonnene Schreinerlehre schloss er im März 1948 mit dem Gesellenbrief ab. Für Labs' folgende Karriere war von Bedeutung, dass er sein Entnazifizierungsverfahren vor dem Entnazifizierungshauptausschuss Gladbeck erfolgreich überstand. Dabei kam ihm auch ein sog. Persilschein seines Pariser Kriegsverwaltungsratskollegen Rudolf Greifeld zupass. Dieser bescheinigte, Labs habe in Paris im Frühjahr 1941 die Requirierung eines ganzen Straßenzuges nahe der Avenue George V verhindert. Der Hauptausschuss gelangte am 3. Dezember 1948 zu dem Beschluss, Labs in die Kategorie V („unbelastet“) einzustufen. Die Spruchkammer hielt Labs zugute, er sei aus jugendlichem „Idealismus“ in die NSDAP eingetreten. Zu seiner Rolle im Zweiten Weltkrieg hieß es, er habe nur „verwaltungstechnische“ Aufgaben erfüllt, und zwar „ohne jeden politischen Einfluss“. Die Einstufung in „Kategorie V ‚entlastet‘, ermöglichte“, so der Historiker Bernd-A. Rusinek, „Labs die zweite Karriere“.
Bis Ende 1949 arbeitete „Oberregierungsrat Labs“ als „wissenschaftlicher Hilfsarbeiter im Forschungsinstitut für Sozial- und Verwaltungswissenschaft der Universität Köln“ und war Mitherausgeber eines Kommentars zur wiedererrichteten Verwaltungsgerichtsbarkeit in der britischen Zone. In der Einleitung beschrieben die Verfasser die „Jahre des totalitären nationalsozialistischen Regimes“ als „Rückentwicklung zum Polizeistaat, zum obrigkeitsstaatlichen Denken“, in denen die „richterliche Unabhängigkeit“ „nach politischen Gesichtspunkten beseitigt“ wurde. Ein Jahr später publizierte er eine Schrift über Ausbildung und Berufsauffassung im Öffentlichen Dienst.
Ab dem 1. Januar 1950 betätigte sich Labs 26 Jahre lang an leitender Stelle im Verband öffentlicher Verkehrsbetriebe (VÖV) mit Sitz in Essen (bis 1959) beziehungsweise Köln (ab 1959). Dort begann er als Rechtsreferent und Referent für Koordinierungs- und Konzessionsfragen. 1952 stieg er zum stellvertretenden Verbandsdirektor auf. Seit 1957 war Labs Verbandsdirektor und Geschäftsführendes Präsidialmitglied. Im Jahr 1975 konnte Labs nicht nur auf 25 Jahre einflussreiche Tätigkeit beim VÖV zurückblicken, sondern hatte zu diesem Zeitpunkt folgende weitere leitende Funktionen inne: Er war Beiratsmitglied beim Bundesminister für Raumordnung, Bauwesen und Städtebau, Geschäftsführungsmitglied des Aktionsausschusses Verkehr der Europäischen Gemeinschaften, Mitglied des Hauptvorstandes der Deutschen Verkehrswissenschaftlichen Gesellschaft und Vorstandsmitglied im Deutschen Verkehrssicherheitsrat. Historiker Rusinek urteilt: „In Verkehrsdingen, so könnte man sagen, führte an Dr. jur. Labs kein Weg vorbei.“ Am 31. Dezember 1975 ging er in den Ruhestand. Labs publizierte nach 1949 eine Reihe von Schriften zum öffentlichen Nahverkehr.

## Ehrungen
Am 14. Januar 1976 erhielt Walter Labs auf Vorschlag von Heinz Kühn, Ministerpräsident des Landes Nordrhein-Westfalen, für seine Verdienste um den öffentlichen Personennahverkehr das Bundesverdienstkreuz 1. Klasse. Er war zudem Inhaber des VÖV-Ehrenringes.

## Veröffentlichungen (Auswahl)
- Zweck, Wesen und Wirkungen der Vormerkung des Bürgerlichen Gesetzbuches, Bochum-Langendreer 1934.
- Die Verwaltung der besetzten Ostgebiete; in: Reich – Volksordnung – Lebensraum. Zeitschrift für völkische Verfassung und Verwaltung (Organ des Reichsforschungsrates, Abteilung Staats- und Verwaltungswissenschaften, Vorläufiges Organ der Internationalen Akademie für Staats- und Verwaltungswissenschaften) hrsg. von Wilhelm Stuckart, Gerhard Klopfer, Werner Best, Reinhard Höhn und Rudolf Lehmann, Bd. V (1943), S. 132–166.
- Die Verwaltung des Reichskommissariats Ostland; in: Deutsche Wirtschaftszeitung 39 (1942), Nr. 12/13, S. 157.
- Otto v. Werder; Walter Labs; Peter Paul Ortmann: Das Verfahren vor den Verwaltungsgerichten : Kommentar zur Verordnung 165 über die Verwaltungsgerichtsbarkeit in d. brit. Zone, Dieckmann, Oldenburg 1949
- Ausbildung und Berufsauffassung im öffentlichen Dienst. Eine Zusammenfassung der Ergebnisse der Tagung des Instituts zur Förderung öffentlicher Angelegenheiten. Mit Abhandlungen v. Walter Labs, J. O. Roach, Institut zur Förderung öffentlicher Angelegenheiten [Carl Fr. Fleischer], Frankfurt a. M. 1950.
- Personennahverkehr in Stadt und Region, Grote, Köln, Berlin 1971, ISBN 3-7745-0114-9.
- Struktur und Unternehmungsformen des öffentlichen Personennahverkehrs, Alba-Buchverlag, Düsseldorf 1972.
- Personennahverkehr in Stadt und Region, 2., überarb. Aufl. Deutscher Gemeindeverlag Köln, Stuttgart [u. a.] 1979, ISBN 3-555-00394-1.
- Struktur und Unternehmensformen des öffentlichen Personennahverkehrs, Alba-Buchverlag, 2. Aufl. Düsseldorf 1980, ISBN 3-87094-778-0.
- Zeitschriftenaufsätze von Walter Labs